# Michael (île de Man)
Pour les articles homonymes, voir Michael.
Ne doit pas être confondu avec l'île mannoise de Saint-Michael et le sheading de Michael.
Michael (mannois Mael) est un village et un district de l’île de Man, dans le sheading de Michael.
Essentiellement rural, son principal bourg est Kirk Michael.

## Géographie
La paroisse de Michael s'étend sur environ 5 kilomètres du nord au sud, entre Glen Cam et Orrisdale, et 6 de l'est à l'ouest, entre Druidale et la mer d'Irlande.
Le point culminant est le Slieau Farnane (488 mètres), suivi du Sartfell (475 mètres), du Slieau Curn (351 mètres) et du Slieau Dhu (347 mètres). La colline la plus connue dans le district est pourtant bien plus modeste : elle porte le nom de Cronk Urleigh (« Colline de l'aigle » en mannois). Jusqu'en 1428, le Tynwald y tenait ses séances.
La côte ouest est constituée d'argile, de graviers et de sable. L'érosion y est puissante, en raison des importantes marées. La partie ouest du district est plus fertile et cultivée que la partie ouest, essentiellement vallonnée et peu cultivée.
Au nord du village de Kirk Michael se situe la Bishop's Court, l'ancienne demeure de l'évêque de Sodor et Man, qui est aujourd'hui une demeure privée.

## Histoire
La paroisse de Michael abritait la résidence des évêques de Man depuis au moins le début du XIIIe siècle. Les Chroniques de Man signalent la mort de l'évêque Simon dans l'église de Saint-Michael en 1247 (apud ecclesiam Sancti Michaelis).
L'église de Kirk Michael, de style gothique, a été achevée en 1835 par l'évêque Ward. Elle abrite les tombes de nombreux évêques. La paroisse de Michael est réputée pour abriter de nombreuses croix de pierre remarquables, dont certaines d'époque viking. Ainsi, la croix de Gaut remonterait à l'an 900 environ. On y lit l'inscription suivante : Mail Brikti sunr Athakans smith raisti krus thano fur salu sina sin bru kuln Kaut kirthi thano auk ala I maun, qui peut se traduire par « Mael Bridge, fils d'Athankan le forgeron, a érigé cette croix pour sa propre âme [et celle de] la femme de son frère. Gaut l'a faite, comme toutes sur Man. » Les croix que l'on peut voir à Kirk Michael sont tantôt imprégnées de mythologie scandinave, tantôt d'historiographie chrétienne.

## Population
Entre les recensements de 2001 et de 2006, la population de la paroisse est passée de 1 431 habitants à 1 640.